# Кыра (река)
Кыра́ — река в Кыринском районе Забайкальском крае России и в аймаке Дорнод Монголии, левый приток Онона. Относится к бассейну стока Тихого океана.
Берёт начало на хребте Хэнтэй в районе Улурийского Гольца на абсолютной высоте около 1500 м. Спускаясь с хребта, река поворачивает на восток, дренируя Алтано-Кыринскую впадину, затем поворачивает на юго-восток, пересекая подножие Онон-Бальджинского хребта. Впадает в реку Онон в 568 км от устья.
Длина реки — 158 км. Площадь водосбора — 5440 км². Нижнее течение (17 км) расположено в Монголии, где река носит название Хэрийн-Гол. Почти 99 % площади водосбора приходится на территорию Забайкальского края. Среднегодовой сток в устье — 0,792 км³. Ледовый покров обычно устанавливается в начале ноября, разрушается в конце апреля. Продолжительность ледостава — 155—180 дней. Толщина льда достигает 230 см. Периодически река перемерзает.
В Кыру впадает 146 притоков, наибольшие из них Былыра и Бырца. Река малопригодна для плавания даже моторных лодок.
На берегах реки расположены сёла Кыринского района Кыра, Былыра, Гавань.